# Celleporina rota
Celleporina rota is een mosdiertjessoort uit de familie van de Celleporidae. De wetenschappelijke naam van de soort is voor het eerst geldig gepubliceerd in 1885 door MacGillivray.